# Henryk Krajewski (podpułkownik)

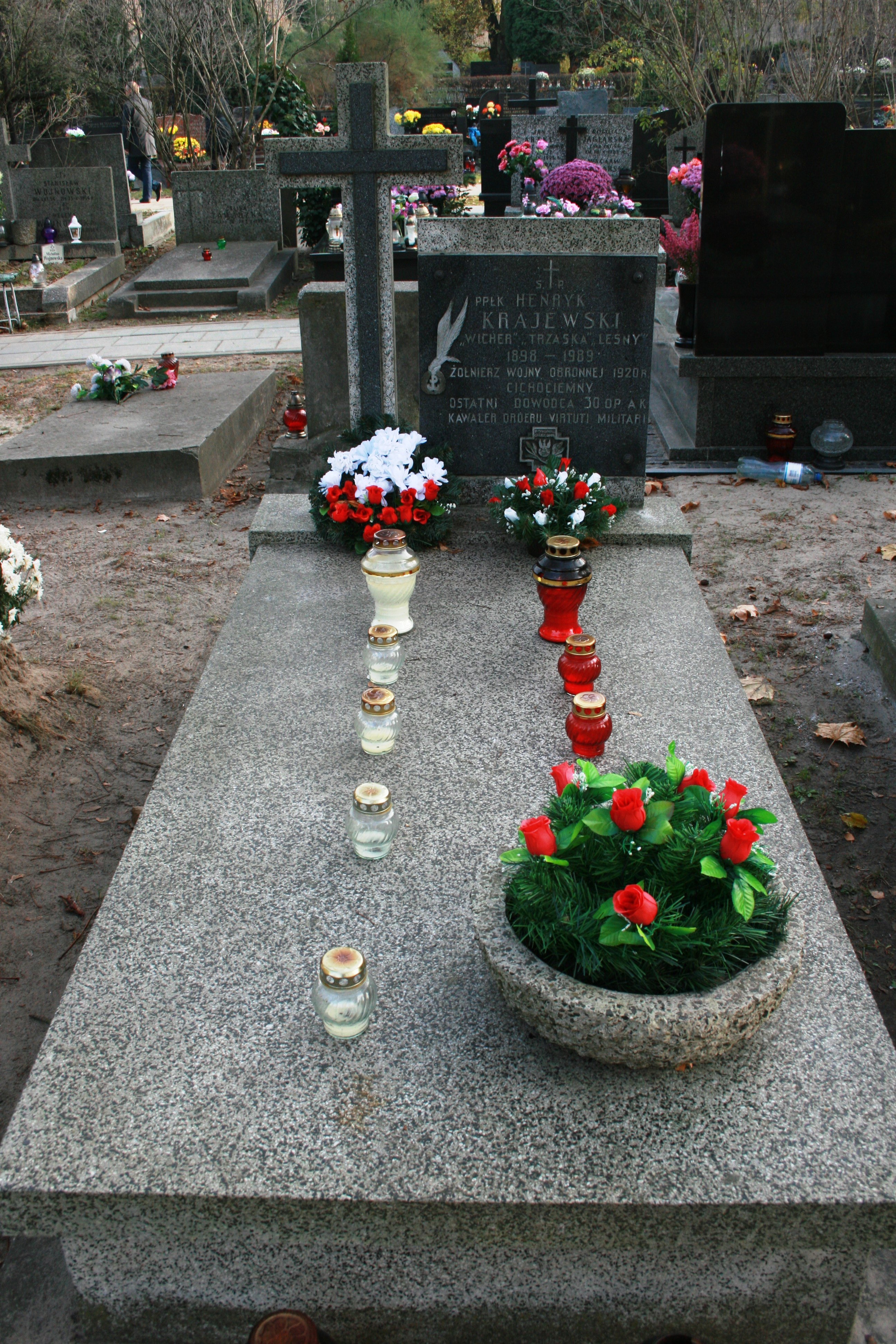
Grób Henryka Krajewskiego na warszawskich Powązkach Wojskowych

Henryk Krajewski, ps. „Wicher”, „Eryk”, „Bąk”, „Trzaska”, „Leśny” vel Henryk Turowski, Henryk Jezierski, Henryk Rogowski, Wasyl Biszko (ur. 7 lipca 1898 w Waśniewie, zm. 16 grudnia 1989 w Wołominie) – podpułkownik piechoty Wojska Polskiego, cichociemny, oficer Armii Krajowej.

## Życiorys
Syn Teofila i Marianny z Turowskich. Jego rodzice byli rolnikami na własnym gospodarstwie. Do 1913 uczył się w szkole początkowej w Janowcu Kościelnym, Podczas nauki założył tajną drużynę skautową. Podjął następnie naukę w Seminarium Nauczycielskim im. Stanisława Konarskiego w Warszawie, po jego ukończeniu we wrześniu 1918 zdobył dyplom nauczyciela szkoły powszechnej. W latach 1917–1918 był członkiem Polskiej Organizacji Wojskowej.

### Kariera wojskowa w przedwojennej Polsce
6 listopada 1918 wstąpił w Mławie jako ochotnik do Wojska Polskiego, od 11 listopada w Szkole Podchorążych w Warszawie. W dniach 11–13 listopada 1918 uczestniczył w rozbrajaniu Niemców w Warszawie. W czerwcu 1919 został przydzielony do 2. kompanii Batalionu Zapasowego 31 pułku Strzelców Kaniowskich. Od 24 lipca 1919 instruktor Szkoły Podoficerskiej oraz zastępca komendanta szkoły.
Od 11 grudnia 1919 dowódca kompanii Batalionu Zapasowego 31 pułku Strzelców Kaniowskich, od 23 kwietnia 1920 dowódca 4. kompanii marszowej. Uczestniczył w walkach z bolszewikami. 2 sierpnia 1920 ciężko ranny pod Kurkami nad Bugiem. Powrócił po leczeniu do jednostki w grudniu tego samego roku. Pełnił kolejno stanowiska: dowódcy plutonu, następnie kompanii, był adiutantem 31 pułku Strzelców Kaniowskich. We wrześniu 1933 został przeniesiony do Korpusu Kadetów Nr 2 w Chełmnie, w którym był instruktorem oraz dowódcą kompanii. Od listopada 1937 w 63 pułku piechoty w Toruniu na stanowisku dowódcy 1. kompanii karabinów maszynowych. Od maja 1939 dowódca II batalionu 67 pułku piechoty w Brodnicy oraz komendant Dywizyjnego Kursu Podchorążych Rezerwy 4 DP przy 67 pp. 29 sierpnia 1939 mianowany dowódcą formowanego Ośrodka Zapasowego 4 Dywizji Piechoty w Rzeszowie, dotarł do Rzeszowa 28 sierpnia, ewakuowany wraz z Ośrodkiem 5 września do Przemyśla, następnie do Nadwórnej.

### II wojna światowa
20 września 1939 z Ośrodkiem Zapasowym 4 Dywizji Piechoty przekroczył granicę polsko-węgierską i został internowany w obozie pod Wyszehradem. 11 grudnia 1939 wraz z kpt. dypl. Janem Kamieńskim oraz dwoma oficerami uczestniczył w nieudanej ucieczce Dunajem. Po ostrzelaniu łodzi oraz śmierci przewodnika został aresztowany. W lutym 1940 uciekł z internowania i przez Jugosławię i Włochy przedostał się do Francji, gdzie wstąpił do formowanego tam Wojska Polskiego. Został przydzielony jako dowódca III batalionu 8 pułku piechoty w Plélan-le-Grand. Od kwietnia do maja 1940 uczestniczył w kursach dowódców batalionów w Centrum Wyszkolenia Piechoty w Mourmelon-le-Grand. Po upadku Francji i rozwiązaniu jednostki wraz z grupą oficerów wyruszył w kierunku portu Saint–Nazaire. Ewakuowany z portu La Turballe angielskim kontrtorpedowcem, 21 czerwca 1940 dotarł do Plymouth w Wielkiej Brytanii. Otrzymał przydział do oddziału rozpoznawczego 4 Brygady Kadrowej Strzelców.
Zgłosił się do służby w kraju. Przeszkolony ze specjalnością w dywersji. Zaprzysiężony na rotę ZWZ 29 października 1941. Przydzielony do Oddziału VI Sztabu Naczelnego Wodza. Zrzucony do okupowanej Polski w nocy z 6 na 7 stycznia 1942. Zrzut na placówkę odbiorczą „Kocioł”, w okolicach miejscowości Cegłów, Stefanówka, 7 km od Mińska Mazowieckiego. Razem z nim skoczyli: por. Tadeusz Klimowski ps. Klon, ppor. Jan Marek ps. Walka, por. Zbigniew Piasecki ps. Orlik, kpt. Jan Smela ps. Wir oraz Kurier Delegatury Rządu na Kraj ppor. Benedykt Moszyński ps. Andrzej.
Od lutego 1942 przydzielony jako zastępca szefa Związku Odwetu Komendy Głównej AK płk. Franciszka Niepokólczyckiego. Ukończył kurs dywersyjny ZO, prowadził sprawy operacyjne ZO, uczestniczył w odprawach szefów Okręgów ZO. W nocy z 7 na 8 października 1942 uczestniczył w dywersyjnej akcji bojowej o kryptonimie „Wieniec”, m.in. w zdetonowaniu ładunku wybuchowego pod Płudami, na szlaku kolejowym Warszawa – Modlin. Od grudnia 1942 szef Oddziału IV Kedywu. Od sierpnia 1943 do maja 1944 kierował Centralą Zaopatrzenia Terenu („Zegar”, „Stadion”, „Czata”), zaopatrującą jednostki Armii Krajowej w broń, sprzęt, lekarstwa itp.  Zorganizował szkołę dywersji o kryptonimie „Zagajnik”. Szkoła ta funkcjonowała do lipca 1944, przeszkolono w niej ok. 1200 żołnierzy Armii Krajowej. Na przełomie kwietnia i maja 1944 przydzielony jako komendant Okręgu Polesie AK. Od czerwca jako „Leśny” dowódca 30 Dywizji Piechoty AK, formowanej z oddziałów partyzanckich Okręgu Polesie AK. Żołnierze 30 Dywizji Piechoty AK uczestniczyli w wielu walkach z Niemcami, Opanowali w całości Lasy Nurzeckie. Gdy pułk żołnierzy radzieckich obsadził w nich drogę Wysokie Litewskie–Drohiczyn, żołnierze AK osłaniali ich pozycje. Nawiązano kontakt taktyczny z oddziałami radzieckimi.
19 sierpnia 1944 dowodzone przez niego oddziały zostały rozbrojone przez Sowietów. Udało mu się jednak uniknąć internowania przez NKWD.

### Lata powojenne
11 grudnia 1944 został aresztowany przez funkcjonariuszy MBP za przynależność do AK. 23 kwietnia 1945 wyrokiem Wojskowego Sądu Okręgowego Warszawa–Praga skazany na 10 lat więzienia.
28 lipca 1945 w rejonie stacji kolejowej Bąkowiec został uwolniony z transportu do więzienia we Wronkach, przez żołnierzy Delegatury Sił Zbrojnych na Kraj, z oddziału por. Zygmunta Kęski ps. Świt. Ukrywał się przez kilka tygodni w Otwocku, następnie po konsultacjach z płk. Janem Mazurkiewiczem ujawnił przed Komisją Likwidacyjną AK w Warszawie. 6 listopada 1945 prezydent Krajowej Rady Narodowej Bolesław Bierut warunkowo zawiesił wykonywanie wyroku na dwa lata, 12 września 1950 Najwyższy Sąd Wojskowy uznał jego wyrok za niebyły.
W lutym 1946 zamieszkał we Wrocławiu, gdzie pracował jako kierownik ekspozytury Zjednoczenia Energetycznego Okręgu Dolnośląskiego. Od 1 marca 1946 kierownik zaopatrzenia Rejonowego Centrum Aprowizacji ZAOD. W styczniu 1970 przeszedł na emeryturę. Został pochowany na cmentarzu Wojskowym na Powązkach w Warszawie (kwatera HIII-3-23).
Napisał wspomnienia wojenne 1939–1945 maszynopis cz. I i II.

## Awanse
- porucznik – ze starszeństwem z dniem 1 marca 1921
- kapitan – 17 grudnia 1931 ze starszeństwem z dniem 1 stycznia 1932 i 48. lokatą w korpusie oficerów piechoty
- major – ze starszeństwem z 19 marca 1939 i 61. lokatą w korpusie oficerów piechoty[9][10]
- podpułkownik – 6 stycznia 1942

## Ordery i odznaczenia
- Krzyż Srebrny Orderu Wojennego Virtuti Militari
- Krzyż Walecznych (dwukrotnie)
- Srebrny Krzyż Zasługi z Mieczami
- Srebrny Krzyż Zasługi (10 listopada 1928)[11][10]